# Charrin
Pour l’article homonyme, voir Pierre-Joseph Charrin.
Charrin est une commune française située dans le département de la Nièvre, en région Bourgogne-Franche-Comté.

## Géographie

### Climat
Pour des articles plus généraux, voir Climat de la Bourgogne-Franche-Comté et Climat de la Nièvre.
En 2010, le climat de la commune est de type climat océanique dégradé des plaines du Centre et du Nord, selon une étude du Centre national de la recherche scientifique s'appuyant sur une série de données couvrant la période 1971-2000. En 2020, Météo-France publie une typologie des climats de la France métropolitaine dans laquelle la commune est exposée à un climat océanique altéré et est dans la région climatique  Centre et contreforts nord du Massif Central, caractérisée par un air sec en été et un bon ensoleillement. 
Pour la période 1971-2000, la température annuelle moyenne est de 10,9 °C, avec une amplitude thermique annuelle de 16,4 °C. Le cumul annuel moyen de précipitations est de 830 mm, avec 12,5 jours de précipitations en janvier et 7,5 jours en juillet. Pour la période 1991-2020, la température moyenne annuelle observée sur la station météorologique de Météo-France la plus proche, « Fours », sur la commune de Fours à 10 km à vol d'oiseau, est de 11,4 °C et le cumul annuel moyen de précipitations est de 904,1 mm. 
La température maximale relevée sur cette station est de 40,8 °C, atteinte le 5 août 2003 ; la température minimale est de −13,2 °C, atteinte le 24 décembre 2001,,. 
Les paramètres climatiques de la commune ont été estimés pour le milieu du siècle (2041-2070) selon différents scénarios d'émission de gaz à effet de serre à partir des nouvelles projections climatiques de référence DRIAS-2020. Ils sont consultables sur un site dédié publié par Météo-France en novembre 2022.

## Urbanisme

### Typologie
Au 1er janvier 2024, Charrin est catégorisée commune rurale à habitat dispersé, selon la nouvelle grille communale de densité à sept niveaux définie par l'Insee en 2022.
Elle est située hors unité urbaine. Par ailleurs la commune fait partie de l'aire d'attraction de Decize, dont elle est une commune de la couronne,. Cette aire, qui regroupe 13 communes, est catégorisée dans les aires de moins de 50 000 habitants,.

### Occupation des sols
L'occupation des sols de la commune, telle qu'elle ressort de la base de données européenne d’occupation biophysique des sols Corine Land Cover (CLC), est marquée par l'importance des territoires agricoles (86,2 % en 2018), en diminution par rapport à 1990 (87,8 %). La répartition détaillée en 2018 est la suivante : prairies (61,7 %), zones agricoles hétérogènes (17,2 %), forêts (9,5 %), terres arables (7,3 %), zones urbanisées (1,8 %), eaux continentales (1,5 %), mines, décharges et chantiers (1 %). L'évolution de l’occupation des sols de la commune et de ses infrastructures peut être observée sur les différentes représentations cartographiques du territoire : la carte de Cassini (XVIIIe siècle), la carte d'état-major (1820-1866) et les cartes ou photos aériennes de l'IGN pour la période actuelle (1950 à aujourd'hui).

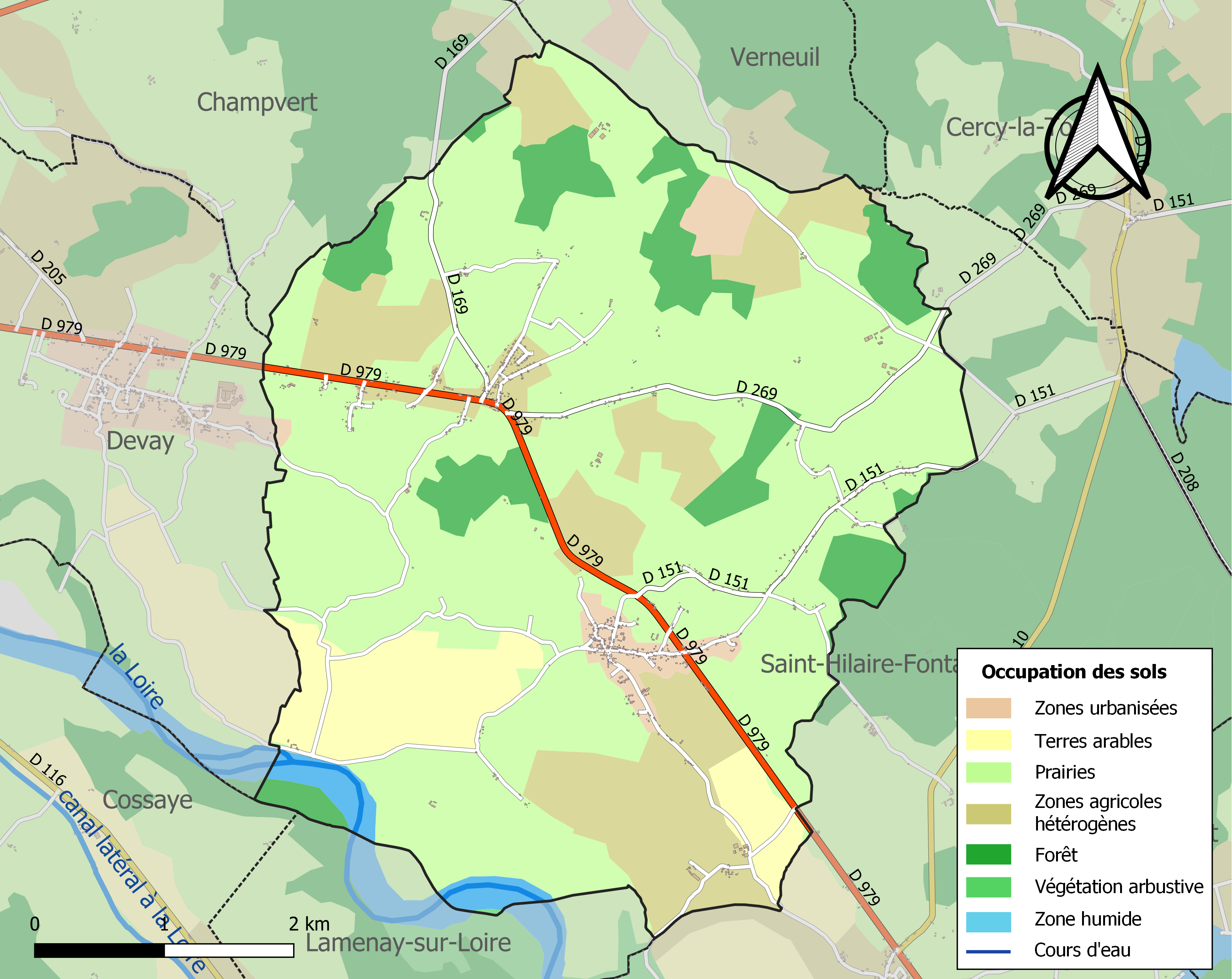
Carte des infrastructures et de l'occupation des sols de la commune en 2018 (CLC).

## Histoire
Le site de Charrin, en bord de Loire, est occupé dès le néolithique. De nombreux silex trouvés sur la terrasse quaternaire attestent de l'ancienneté de l'occupation du site . Plusieurs villas gallo-romaines sont attestées sur la commune (monnaies, tuiles, poteries) ; celles-ci se substituant à un habitat celtique (poteries, monnaies) .
Un chemin bordant la Loire et passant par la commune a été fréquenté durant de nombreux siècles (avant la domestication du fleuve)

## Politique et administration

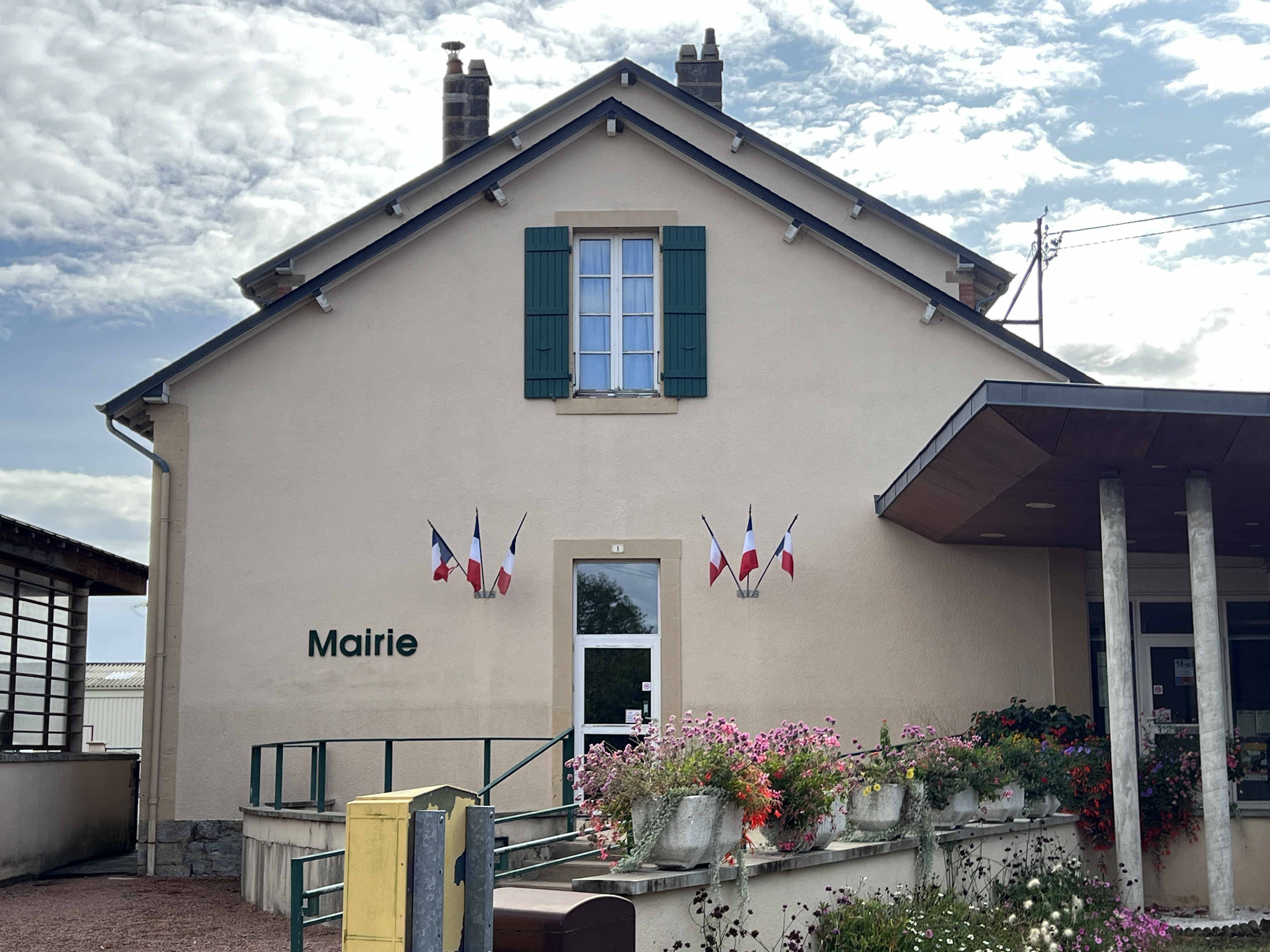
Mairie.

| Période                                  | Période   | Identité            | Étiquette | Qualité                     |
| ---------------------------------------- | --------- | ------------------- | --------- | --------------------------- |
| 1919                                     | ?         | Charles Bidolet     | SFIO      |                             |
| 1995                                     | mars 2008 | Jean-Claude Voisine | DVD       |                             |
| mars 2008                                | En cours  | Serge Caillot       | DVG       | Agent technique hospitalier |
| Les données manquantes sont à compléter. |           |                     |           |                             |

## Démographie
L'évolution du nombre d'habitants est connue à travers les recensements de la population effectués dans la commune depuis 1793. Pour les communes de moins de 10 000 habitants, une enquête de recensement portant sur toute la population est réalisée tous les cinq ans, les populations de référence des années intermédiaires étant quant à elles estimées par interpolation ou extrapolation. Pour la commune, le premier recensement exhaustif entrant dans le cadre du nouveau dispositif a été réalisé en 2006.

En 2022, la commune comptait 606 habitants, en stagnation par rapport à 2016 (Nièvre : −3,28 %, France hors Mayotte : +2,11 %).
| 1793 | 1800 | 1806 | 1821 | 1831 | 1836 | 1841 | 1846 | 1851 |
| ---- | ---- | ---- | ---- | ---- | ---- | ---- | ---- | ---- |
| 688  | 770  | 650  | 701  | 786  | 840  | 904  | 918  | 866  |

| 1856 | 1861 | 1866 | 1872  | 1876  | 1881  | 1886  | 1891  | 1896  |
| ---- | ---- | ---- | ----- | ----- | ----- | ----- | ----- | ----- |
| 852  | 888  | 949  | 1 007 | 1 003 | 1 016 | 1 095 | 1 150 | 1 166 |

| 1901  | 1906  | 1911  | 1921 | 1926 | 1931 | 1936 | 1946 | 1954 |
| ----- | ----- | ----- | ---- | ---- | ---- | ---- | ---- | ---- |
| 1 145 | 1 108 | 1 014 | 870  | 791  | 771  | 731  | 677  | 636  |

| 1962 | 1968 | 1975 | 1982 | 1990 | 1999 | 2006 | 2011 | 2016 |
| ---- | ---- | ---- | ---- | ---- | ---- | ---- | ---- | ---- |
| 666  | 640  | 683  | 733  | 688  | 624  | 639  | 606  | 606  |

| 2021 | 2022 | - | - | - | - | - | - | - |
| ---- | ---- | - | - | - | - | - | - | - |
| 610  | 606  | - | - | - | - | - | - | - |

## Lieux et monuments
- L'église Saint-Martin de Charrin, de style roman : le chœur date du XIe siècle. La nef fut reconstruite en 1705-1706. La sacristie renferme une bannière de saint Martin du XIXe siècle. Les peintures murales sont du XIIe siècle et furent découvertes lors de travaux au XIXe siècle sous le clocher, qui conserve une cloche de 1618.
- Le site naturel de l'île de la Crevée, vaste espace en herbe dont le Conservatoire d'espaces naturels de Bourgogne est propriétaire[18].

## Personnalités liées à la commune
- Louis-Auguste Camus de Richemont (31 décembre 1771, Montmarault (province d'Auvergne) - ✝ 22 août 1853, Charrin) était un général d'Empire et homme politique français du XIXe siècle.